# Son cemaat yeri

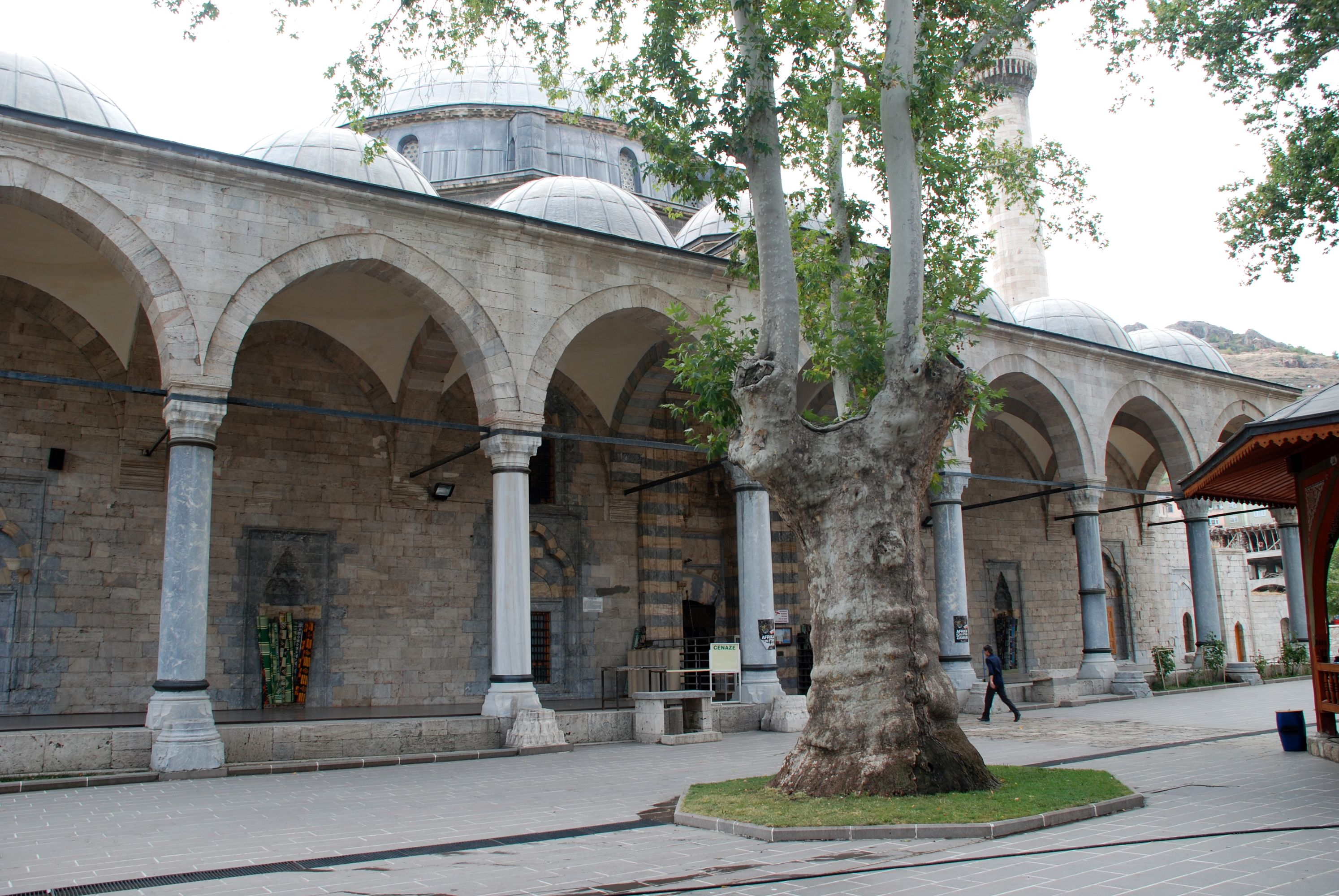
Ali-Pascha-Moschee (Ali Paşa Camii) von 1572/3 in Tokat. Portikus mit sieben Arkadenbögen und seitlichen Mihrabs für die außen Betenden. Typisch für die osmanische Provinzarchitektur des 16. Jahrhunderts.

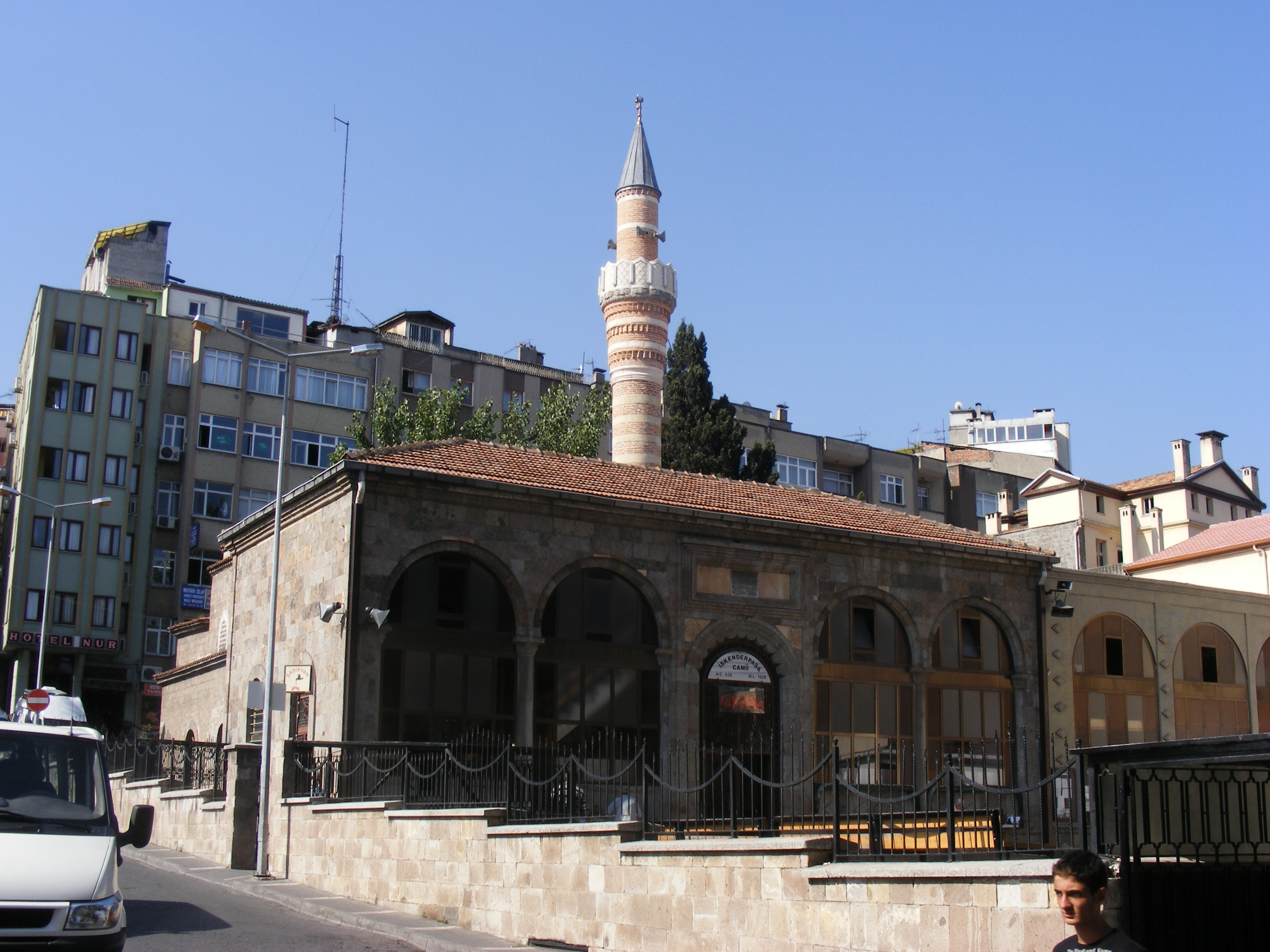
Iskender-Pascha-Moschee (İskender Paşa Camii) in Trabzon aus dem 17. Jahrhundert. 1883 wurde aus Platzmangel vor der Nordwand ein son cemaat yeri angebaut, der heute durch Glasscheiben geschlossen ist.

Son cemaat yeri (türkisch, etwa „Versammlungsort für Nachzügler“) ist die türkische Bezeichnung für ein steinernes Podest mit einer halboffenen Vorhalle (Portikus) vor dem Betsaal einer Freitagsmoschee (cami), welches für die zu spät zum Freitagsgebet gekommenen Gläubigen und bei besonderen Feiertagen als Raum dient, um das Gebet (ṣalāt) zu verrichten, sowie tagsüber als Aufenthaltsort, an dem sich die Männer unterhalten.
Der son cemaat yeri ist ein charakteristisches Bauteil für viele der großen osmanischen Moscheen und befindet sich üblicherweise zusammen mit dem Haupteingang an der nördlichen Seite gegenüber der Qibla-Wand, die in der Türkei nach Süden ausgerichtet ist. Er entspricht architektonisch dem meist an der Westseite byzantinischer Kirchen vorgebauten Narthex. Letzterer ist mit der Gebetsrichtung auf die Apsis und den Altar im Osten orientiert. Bei kleinen Moscheen (mescit) fehlt die Vorhalle. Zu den bedeutenden Moscheen gehört ferner ein rechteckiger Innenhof (avlu) vor dem son cemaat yeri, der üblicherweise an den drei übrigen Seiten von Arkadengängen oder Nebengebäuden umgeben ist und dessen Zentrum ein Reinigungsbrunnen (şadırvan) in Form eines Pavillons bildet.
Der Moscheevorraum besteht aus einer steinernen Plattform, die sich zu beiden Seiten des Treppenaufgangs über die gesamte Länge der Nordwand erstreckt und von einer Reihe halbkreisförmiger Kuppeln überdacht wird. Von Säulen gestützte, gemauerte Arkadenjoche bilden das Auflager für die Kuppeln und prägen die Eingangsfront solcher Moscheen. Gelegentlich wurden bei späteren Umbauten die Säulenzwischenräume zum Schutz vor der Witterung zugemauert oder durch Glasscheiben geschlossen. Die Steinböden können mit Teppichen ausgelegt oder mit einer Bretterauflage überdeckt sein.
Eine Besonderheit stellt der son cemaat yeri der Istanbuler Ahi Çelebi Camii aus dem 17. Jahrhundert dar, die Anfang des 16. Jahrhunderts von einem Arzt namens Ahi Çelebi ibni Kemal gestiftet und seither mehrmals restauriert und umgebaut wurde. Bei dieser Moschee in der Nähe der Galatabrücke ist der Portikus geschlossen und wirkt höhlenartig eng, weil er durch zwei massive Stützpfeiler in der Raummitte verstellt wird. Diese tragen zusammen mit den entsprechenden Pilastern an den Wänden sechs Kuppeln.
An Freitagen oder besonderen islamischen Feiertagen stellt der son cemaat yeri einen zusätzlichen Raum dar, wenn die Moschee nicht mehr allen Betenden Platz bietet. Ein son cemaat yeri ist im Allgemeinen von außen zugänglich, sodass die Gläubigen vor dem Betreten nicht zuvor durch den Betsaal gehen müssen. Nach dieser Definition ist strittig, ob ein Saal hinter der Nordwand der Moschee des Ende 17. Jahrhundert begonnenen Ishak-Pascha-Palastes im äußersten Osten der Türkei als son cemaat yeri zu bezeichnen ist. Er ist nur über die Moschee zugänglich und diente nach gängiger Auffassung als erweiterter Betsaal und zu anderen Zeiten als Medrese.